# Pithoria
Pithoria fou un estat tributari protegit del tipus zamindari al districte de Sagar o Saugor a les Províncies Centrals, a uns 30 km al nord-oest de Sagar amb 132 km² format per 26 pobles. El 1818 quan Saugor fou adquirida pels britànics del peshwa maratha, un jove príncep de deu anys, Rao Ramchandra Rao, dominava Deori i Panch Mahal; el 1819 Panch Mahal fou transferit a Sindhia de Gwalior i en compensació la mare de Rao i regent va rebre una pensió de 125 lliures mensuals; a la mort de la rani Reo Ramchandra va demanar als britànics l'assignació d'un territori en lloc de la pensió; la petició fou acceptada i se li va donar Pithoria amb 18 pobles, però com que es va comprovar que els ingressos no igualaven la pensió, s'hi van afegir 7 pobles més. La capital Pithoria estava situada a 24° 04′ N, 78° 38′ E / 24.067°N,78.633°E i té un fort construït vers 1750 per Umrao Singh, un rajput que governava la població en feu de Govind Pandit, governador maratha de Saugor.